# Randy Gardner
Randy Gardner (* 2. Dezember 1958 in Los Angeles) ist ein ehemaliger US-amerikanischer Eiskunstläufer, der im Paarlauf startete.
Gardners Eiskunstlaufpartnerin war Tai Babilonia. Beide begannen zusammen mit dem Eiskunstlaufen als Gardner zehn und Babilonia acht Jahre alt war. Ihr Trainer war John Nicks. Von 1976 bis 1980 wurden Gardner und Babilonia US-Meister. Ihr Debüt bei Weltmeisterschaften hatten sie bereits 1974 in München, wo sie Zehnte wurden. Dieses Ergebnis wiederholten sie ein Jahr später. In der Weltspitze kamen sie im Jahr 1976 an. Sowohl bei der Weltmeisterschaft wie auch bei den Olympischen Spielen belegten sie den fünften Platz. Ihre erste Medaille errangen sie mit Bronze hinter den sowjetischen Paaren Irina Rodnina und Alexander Saizew sowie Irina Worobjowa und Alexander Wlassow bei der Weltmeisterschaft 1977 in Tokio. Auch im darauffolgenden Jahr gewannen sie bei der Weltmeisterschaft in Ottawa die Bronzemedaille, diesmal hinter Rodnina und Saizew und dem DDR-Paar Manuela Mager und Uwe Bewersdorf. 1979 pausierten Irina Rodnina und Alexander Saizew, weil Rodnina schwanger war. Somit war der Weg frei für das US-Paar. Gardner und Babilonia wurden in Wien Weltmeister. Es war der erste WM-Titel im Paarlauf für die USA seit 1950, als Karol und Peter Kennedy gewannen und es war der insgesamt zweite WM-Sieg für die USA im Paarlauf. Außerdem war es der erste nicht sowjetische WM-Titel im Paarlauf seit 1964.
Das Aufeinandertreffen von Gardner/Babilonia und den nach der Babypause zurückkehrenden Rodnina/Saizew sollte ein Höhepunkt der Olympischen Spiele 1980 in Lake Placid werden. Dazu kam es jedoch aufgrund einer Verletzung von Randy Gardner im Training in Lake Placid nicht. Er bekam am Tag des Wettbewerbs eine lokale Betäubung für die betroffene Stelle, um die Schmerzen zu lindern, konnte dann aber sein Bein nicht genug kontrollieren und ließ seine Partnerin im Aufwärmbereich mehrere Male fallen. Daraufhin musste das Paar zurückziehen und Rodnina/Saizew beim Olympiasieg tatenlos zusehen. Daraufhin beendeten Gardner und Babilonia ihre Amateurkarriere und wechselten zu den Profis. Bis 2008 liefen sie gemeinsam bei Eisrevues. Außerdem arbeitete Gardner als Choreograph und war unter anderem für die Fernsehshow Skating with Celebrities vom Fernsehsender FOX tätig.
Randy Gardner erfuhr als Erwachsener, dass er adoptiert worden ist. Er suchte daraufhin nach seiner biologischen Mutter und fand sie auch. 2006 outete sich Gardner als homosexuell.

## Ergebnisse

### Paarlauf
(mit Tai Babilonia)
| Wettbewerb / Jahr                | 1974 | 1975 | 1976 | 1977 | 1978 | 1979 | 1980 |
| -------------------------------- | ---- | ---- | ---- | ---- | ---- | ---- | ---- |
| Olympische Winterspiele          |      |      | 5.   |      |      |      | Z    |
| Weltmeisterschaften              | 10.  | 10.  | 5.   | 3.   | 3.   | 1.   |      |
| US-amerikanische Meisterschaften | 2.   | 2.   | 1.   | 1.   | 1.   | 1.   | 1.   |

- Z = Zurückgezogen